# James Gregory
James Gregory (Drumoak, studeni 1638. – Edinburgh, listopad 1675.), škotski matematičar i astronom. Istraživao beskonačne nizove i analitičku geometriju i prije Newtona konstruirao teleskop reflektor. U Gregoryjevu teleskopu s provrtanim paraboloidnim zrcalom, opisanim u djelu Napredna optika (lat. Optica Promota, 1663.), sekundarno je zrcalo elipsoidno udubljeno, čime se dobiva uspravna slika. Zbog maloga vidnog polja nije ušlo u širu upotrebu. U istom je djelu opisao metodu kojom se s pomoću promatranja Venerina prijelaza može odrediti udaljenost između Zemlje i Sunca. Propuštajuću Sunčevu svjetlost kroz ptičje pero (prvu optičku rešetku) uočio je razdvajanje svjetlosti po bojama.

## Doprinosi

### Gregoryjev teleskop
Gregorian teleskop je vrsta reflektorskog teleskopa, koji je konstruirao škotski matematičar i astronom James Gregory u 17. stoljeću, a prvi je sagradio Robert Hooke 1673. Jedino prije toga je napravljen Newtonov teleskop, kojeg je sagradio Isaac Newton, 1668. Konstrukciju Gregorian teleskopa je objavio James Gregory 1663., u knjizi Optica Promota. Slične teoretske konstrukcije su napravili Bonaventura Cavalieri u knjizi Lo Specchio Ustorio 1632. i Marin Mersenne 1636. u knjizi Harmonie universalle. Rani pokušaji Gregoryja nisu uspjeli, jer nije imao praktičnog iskustva i nije mogao pronaći vješte optičare za njegove leće. Nakon 10 godina, Robert Hooke je uspio sagraditi Gregorian teleskop.
Gregoryjev teleskop se sastoji od dva ogledala: primarno veliko ogledalo (konkavni paraboloid) skuplja svjetlost i dovodi ga skoro u žarište, da bi da sekundarno malo ogledalo (konkavni elipsoid) reflektirao nazad, kroz otvor u centru primarnog ogledala, do okulara. Ova konstrukcija je uglavnom istisnuta s Cassegrainovim teleskopom, ali za astronome amatere ipak je lakše izraditi Gregoryjev teleskop, jer je lakše napraviti i provjeriti sekundarno malo ogledalo.

### Optička rešetka
Optička rešetka je optička naprava za postizanje i ispitivanje ogiba, fino razdvajanje spektralnih linija i mjerenje valne duljine svjetlosti, a sastoji se od niza uskih pukotina i zapreka. Prve optičke rešetke načinio je J. Fraunhofer 1817.; sastojale su se od usporednih tankih žica ili od staklene začađene ploče na kojoj su u jednakim razmacima ucrtani paralelni pravci. Danas se optička rešetka pravi urezivanjem finih, paralelnih i vrlo bliskih linija na podlogu od različitih materijala (staklo, plastika, metal). Neurezani dio ploče djeluje kao pukotina, a urezana linija kao zapreka, jer se na njoj svjetlost difuzno raspršuje. Urezivanjem kovnoga zrcala dobiva se refleksna rešetka. Rešetke za ultraljubičaste i vidljive zrake imaju oko 1 200 pukotina na 1 mm, a rešetke za infracrvene zrake velikih valnih duljina od nekoliko stotina mikrometara imaju samo nekoliko pukotina na 1 mm. Poznate su takozvane Rowlandove rešetke koje sadrže do 1 700 pukotina na 1 mm. Za infracrvene zrake i za radiovalove koriste se i rešetke od niza paralelnih metalnih žica (zrake velikih valnih duljina uvjetuju ogib na velikim pukotinama), dok za ogib rendgenskih zraka služi kristalna rešetka koju tvore atomi u kristalu, što se koristi za rendgensku strukturnu analizu. Kada svjetlost padne na optičku rešetku, svaka od njezinih pukotina postaje izvor novih svjetlosnih valova (ogib ili difrakcija). Među valovima s različitih pukotina nastaje interferencija; valovi se pojačavaju (superpozicija valova) ako je razlika u fazi jednaka cijelomu broju valnih duljina upotrijebljene svjetlosti. Kada na optičku rešetku padne monokromatska svjetlost, interferencijom će nastati svijetle i tamne pruge. Međutim, svjetlost koja nije monokromatska rastavit će se na rešetki u spektar, jer za različite boje (različite valne duljine λ) pojačanje nastaje pod različitim kutovima (φ). Pritom ne nastaje jedan, već nekoliko spektara, pa se broj n, koji se javlja u jednadžbi, naziva red spektra. Spektar dobiven optičkom rešetkom razlikuje se od spektra dobivenoga prizmom po tome što je njegova disperzija sukladna (proporcionalna) valnoj duljini. Disperzija je to veća što je konstanta rešetke manja. U holografiji interferencijska slika predmeta predstavlja svojevrsnu optičku rešetku koja se koristi za dobivanje slike reverznim postupkom.